# Bredenbek (Alster)
|  | Per a altres significats, vegeu «Bredenbek». |

El Bredenbek és un afluent del riu Alster a Alemanya. Neix d'un bosc humit Neuer Teich al municipi d'Ahrensburg al districte de Stormarn a l'estat de Slesvig-Holstein. Desemboca a l'Alster a la reserva natural del Rodenbeker Quellental a Ohlstedt, un nucli de Wohldorf-Ohlstedt a Hamburg.

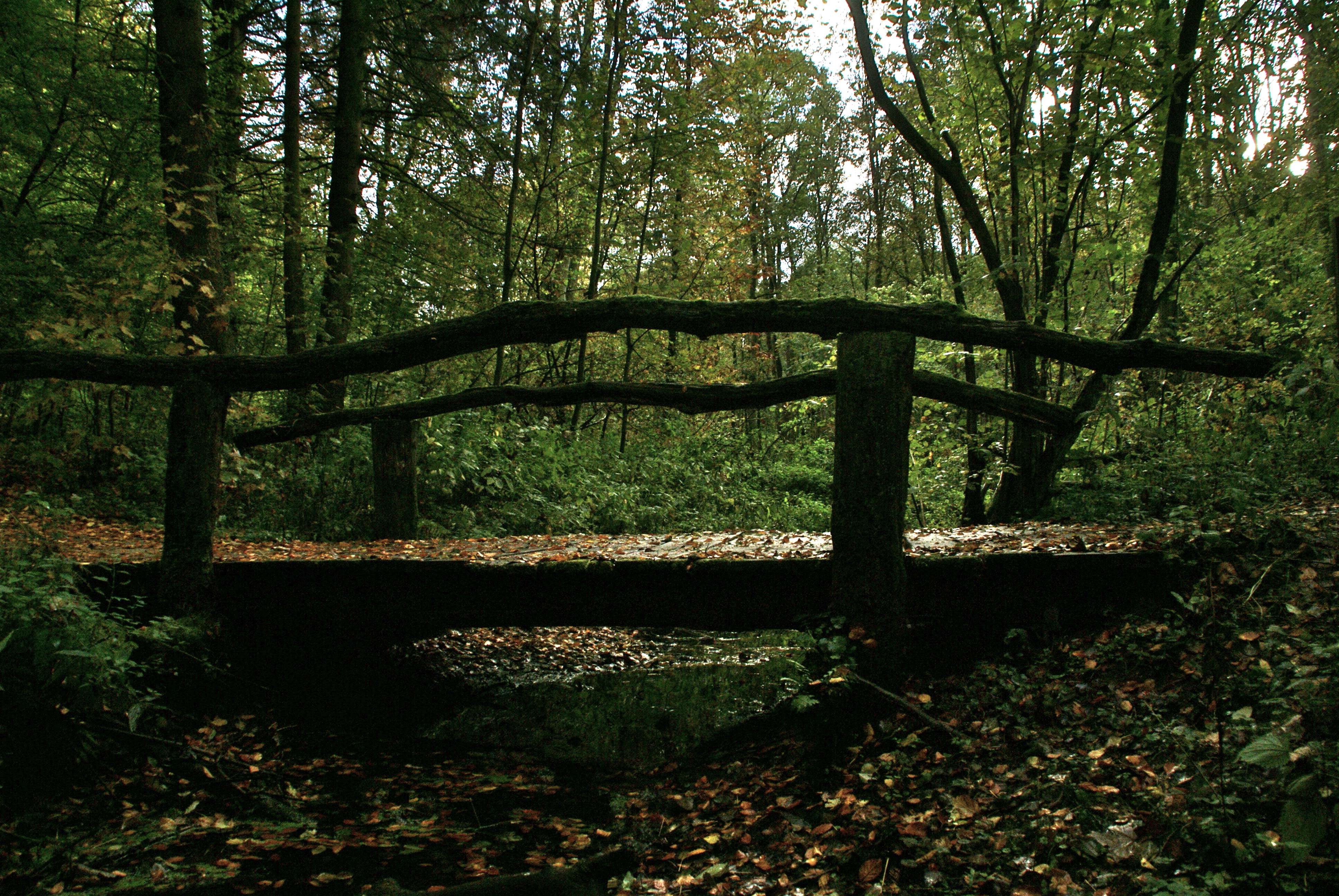
Pont al Bredenbek, un paisatge sobtat a la metròpoli

La vall va crear-se per una glacera al darrere edat glacial, fa uns 115.000 anys. Poc després de la font desemboca a un llac Bredenbeker Teich, creat a l'inici del segle XVI per a les monges cistercenques per a la cria de peixos. L'estat gairebé natural del llit i l'absència de pol·lució atreuen una flora i fauna molt rica: ocells com la boscarla, cabusset i el fotja vulgar. Peixos com els acheilognathinae, gardins i misgurnus atreuen el bernat pescaire. De la font fins a la desembocadura, l'aigua va mantenir una puresa que convé per a espècies de la llista vermella com el lota lota, leucaspius delineatus, leuciscus leuciscus i el jonqueter.
El seu nom baix alemany significa rierol (bek) ample (breed).

## Afluents
- Rodenbek
- Lottbek
  - Moorbek
  - Deepenreiengraben
  - Tonradsmoorgraben
- Bach in Teich von Norden
- Bach am Bauhof

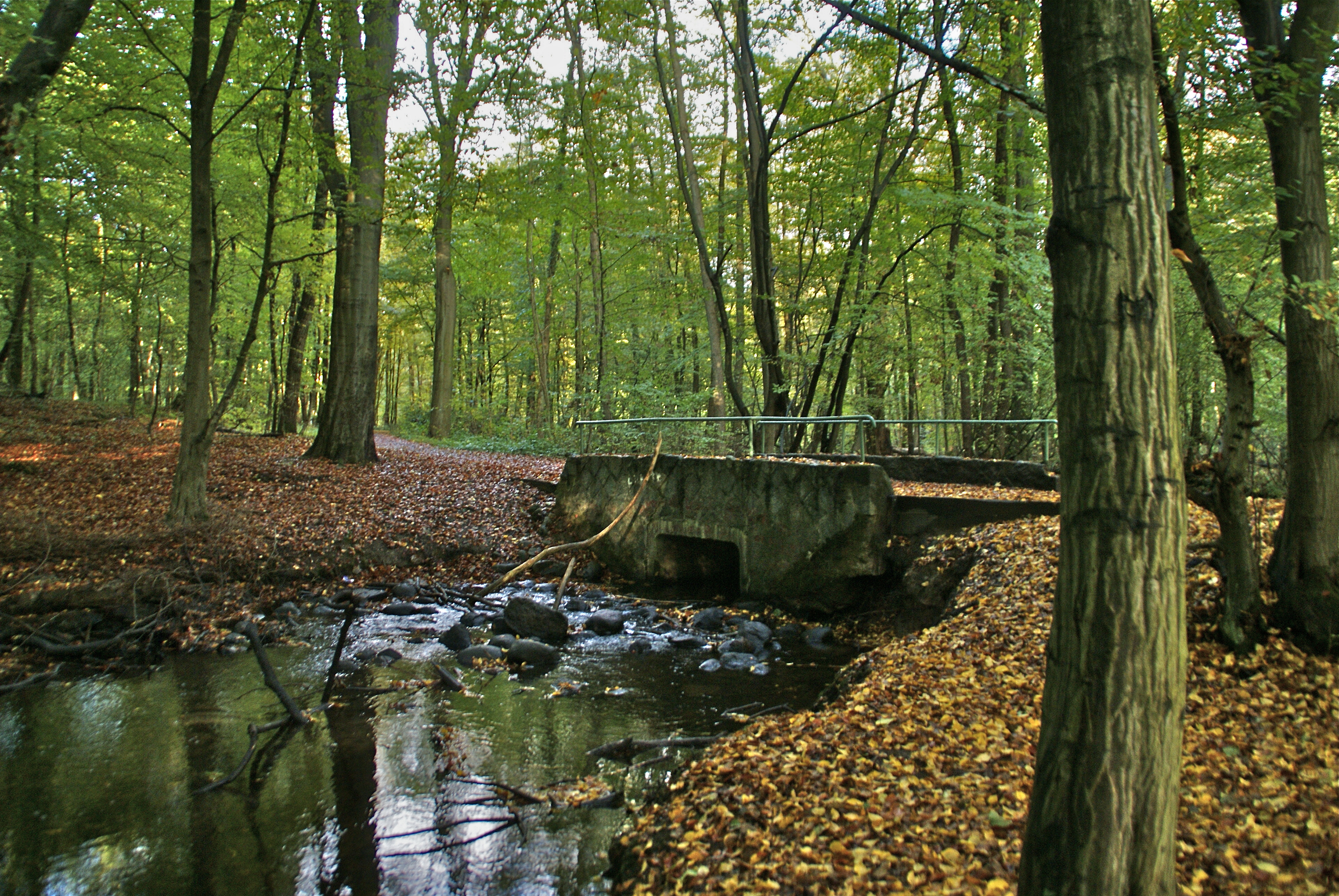
Pont a la reserva natural Rodenbeker Quellndol
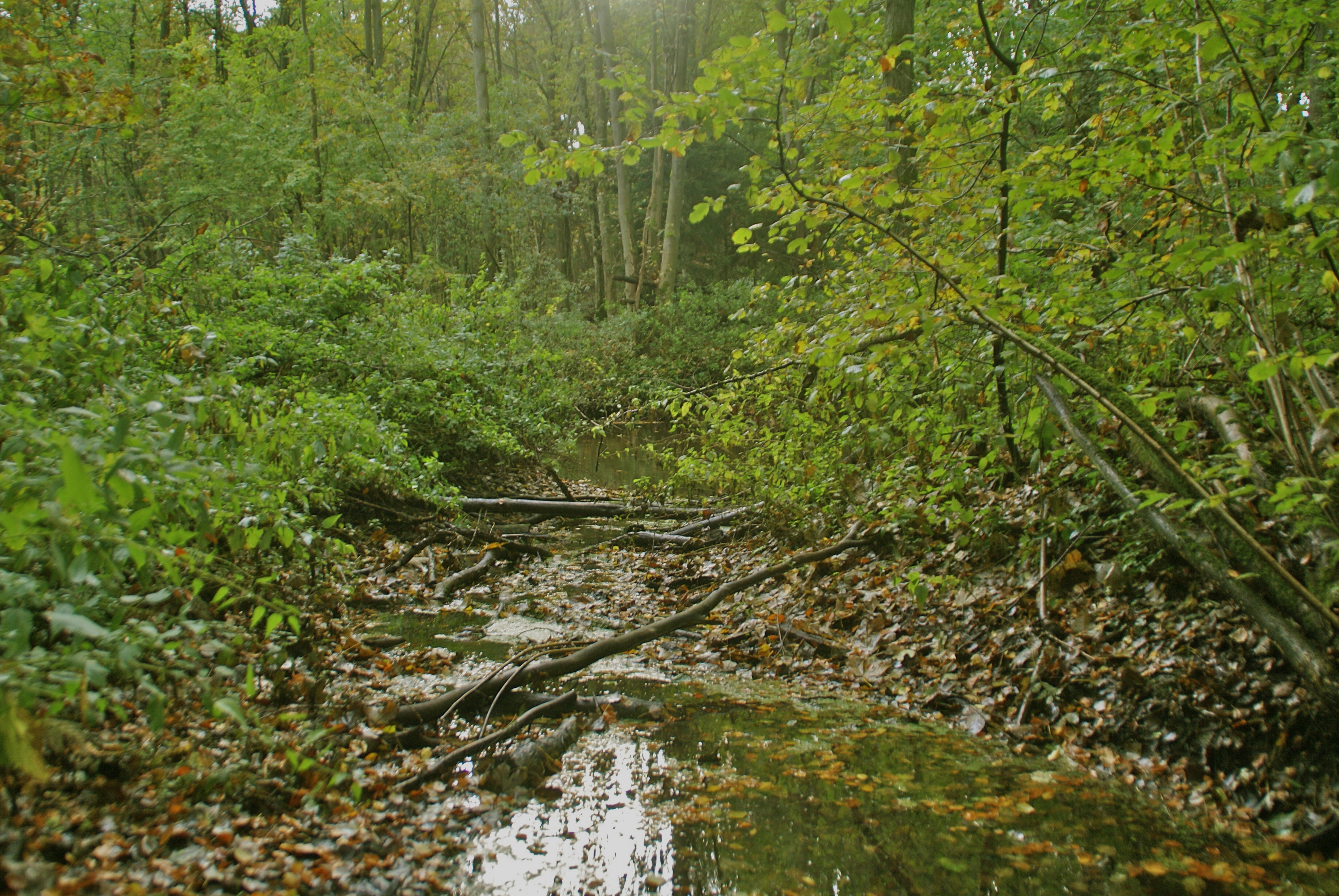
Aiguabarreig amb l'Alster
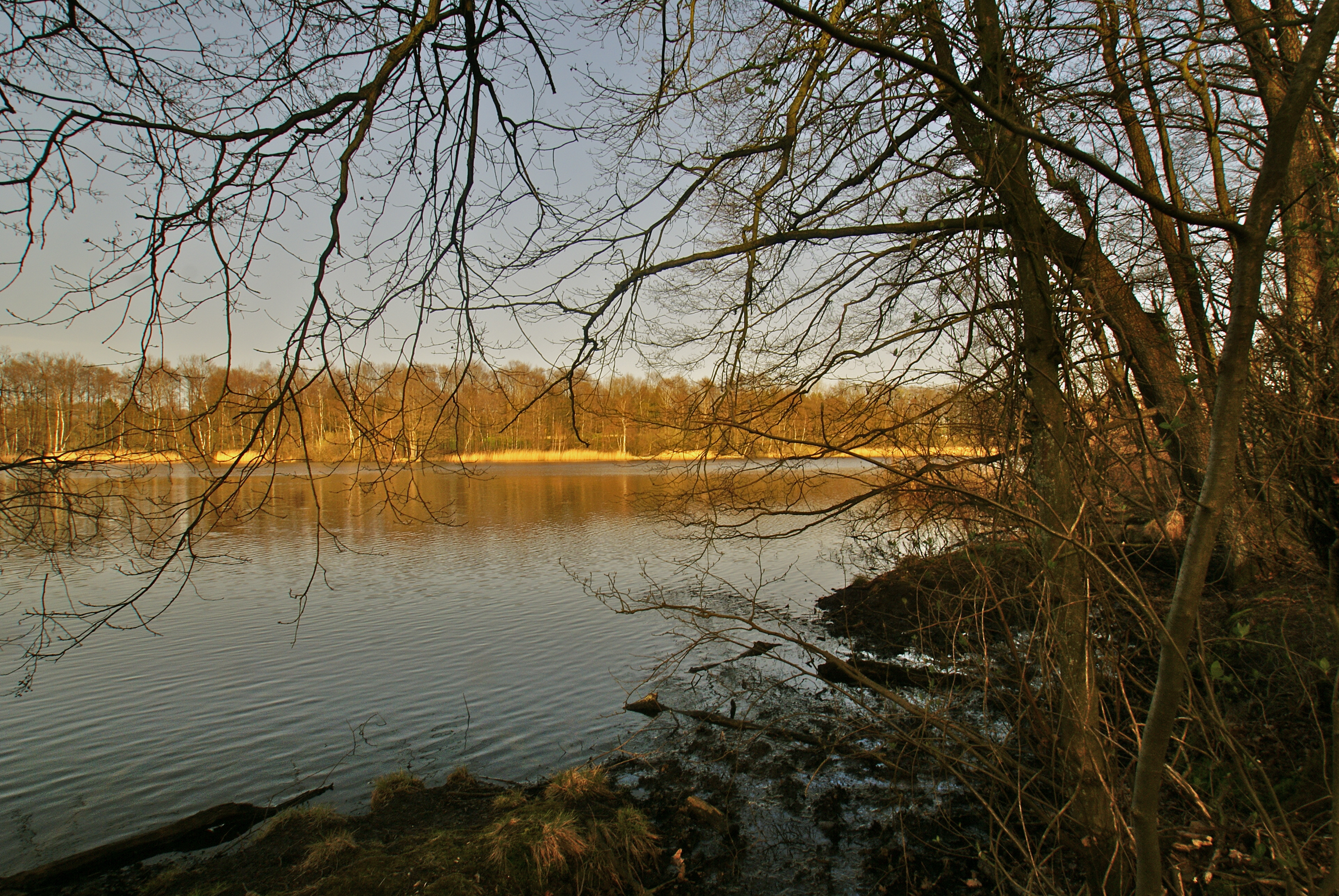
L'estany Bredenbeker Teich a Ahrensburg